# ماريان ماكدوغال
ماريان ماكدوغال (بالإنجليزية: Marian McDougall)‏ هي لاعبة غولف أمريكية، ولدت في 2 سبتمبر 1913 في بورتلاند في الولايات المتحدة، وتوفيت في 14 مايو 2009.